# Pherotesia flavicincta
Pherotesia flavicincta là một loài bướm đêm trong họ Geometridae.